# Federação do Taipé Chinês de Hóquei no Gelo
A Federação do Taipé Chinês de Hóquei no Gelo é o órgão que dirige e controla o hóquei no gelo da República da China, comandando as competições nacionais e a seleção nacional.